# Bolivaritettix luochengensis
Bolivaritettix luochengensis is een rechtvleugelig insect uit de familie doornsprinkhanen (Tetrigidae). De wetenschappelijke naam van deze soort is voor het eerst geldig gepubliceerd in 2006 door Ding, Zheng & Wei.